# Coppa Bernocchi 1962
La Coppa Bernocchi 1962, quarantaquattresima edizione della corsa, si svolse il 19 agosto 1962 su un percorso di 267,3 km. Era valida come evento del circuito UCI categoria CB1.1. La vittoria fu appannaggio dell'italiano Pierino Baffi, che terminò la gara in 6h11'30", alla media di 43,77 km/h, precedendo i connazionali Nino Defilippis e Giovanni Garau. L'arrivo e la partenza della gara furono a Legnano. Questa edizione della Coppa Bernocchi è stata valida anche come una delle prove dei campionati italiani di ciclismo su strada.
Sul traguardo di Legnano furono 37 i ciclisti che portarono a termine la manifestazione.

## Ordine d'arrivo (Top 10)
| Pos. | Corridore            | Squadra | Tempo    |
| ---- | -------------------- | ------- | -------- |
| 1    | Pierino Baffi        | Ghigi   | 6h11'30" |
| 2    | Nino Defilippis      | Carpano | s.t.     |
| 3    | Giovanni Garau       | Ignis   | s.t.     |
| 4    | Giorgio Zancanaro    | Philco  | s.t.     |
| 5    | Antonio Bailetti     | Carpano | s.t.     |
| 6    | Guido De Rosso       | Molteni | s.t.     |
| 7    | Antonio Suárez       | Ghigi   | s.t.     |
| 8    | Vendramino Bariviera | Ghigi   | a 5'     |
| 9    | Alfredo Sabbadin     | Gazzola | a 5'     |
| 10   | Renato Giusti        | Torpado | a 5'     |